# الانتخابات الرئاسية الأرمنية 2008

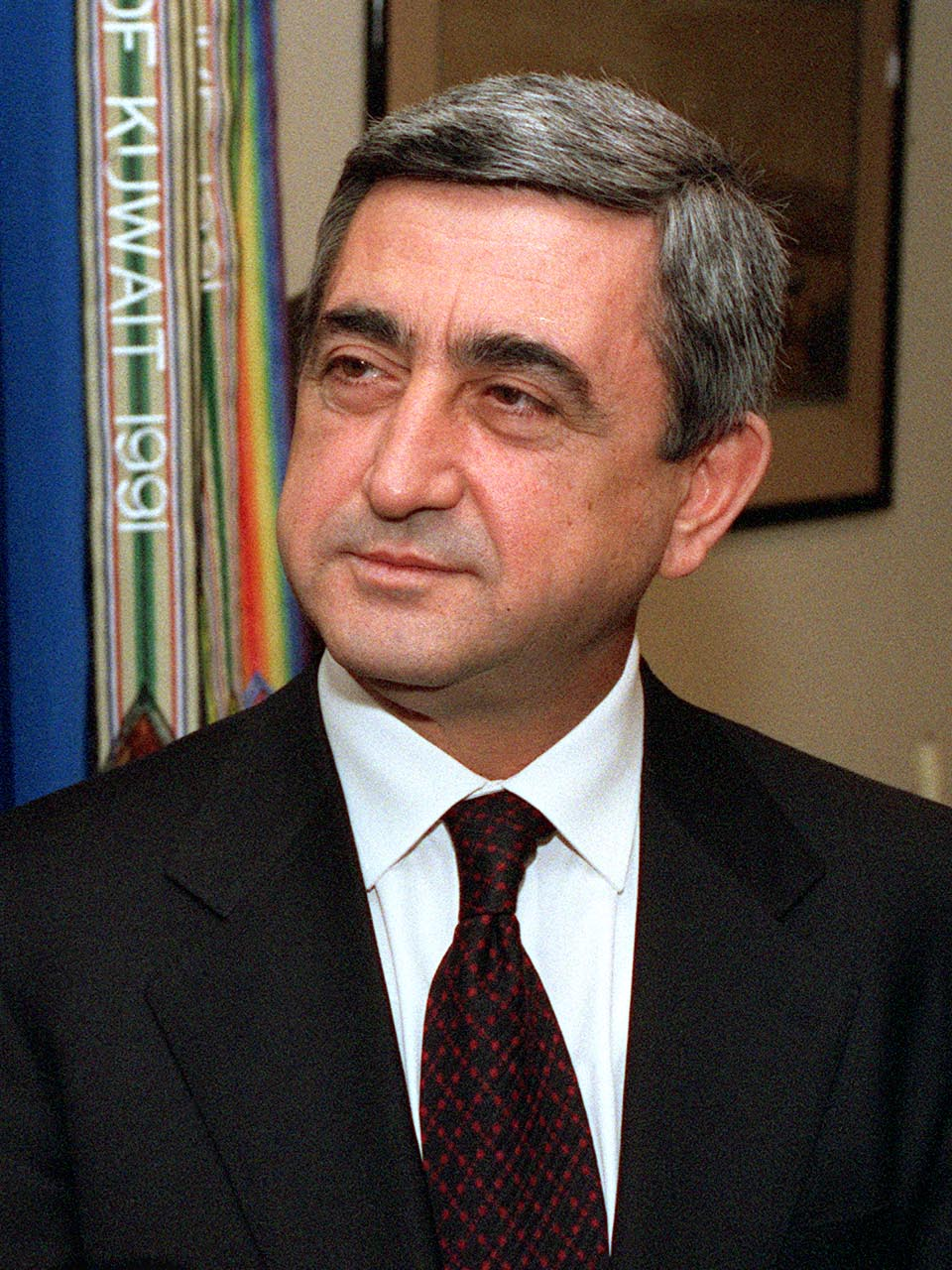
سيرج سركسيان.

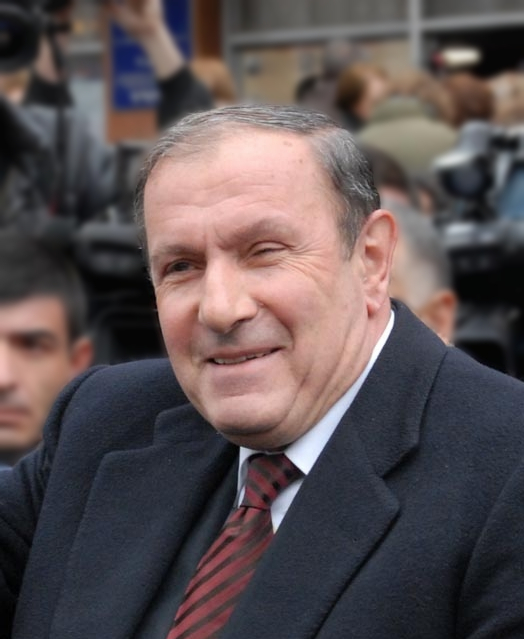
ليفون تير-بيتروسيان.

عقدت الانتخابات الرئاسية لعام 2008 في أرمينيا في 19 فبراير 2008م. وقد فاز رئيس وزراء أرمينيا سيرج سركسيان في الانتخابات في الجولة الأولى بنسبه 52.82% وفقا للنتائج الرسمية، بعدما هزم منافسه ليفون تير-بيتروسيان الرئيس السابق لأرمينيا الذي حصد 21.50% من الأصوات وحل في المركز الثاني.

## روابط خارجية
- الانتخابات الرئاسية الأرمنية 2008 بواسطة Eurasianet.org